# Великорачанська сільська рада
Великорачанська сільська рада (деколи — Велико-Рачанська сільська рада, Великорачівська сільська рада) — колишня адміністративно-територіальна одиниця та орган місцевого самоврядування у Радомишльському і Малинському районах Малинської, Волинської (Житомирської) округ, Київської і Житомирської областей УРСР та України з адміністративним центром у с. Велика Рача.

## Населені пункти
Сільській раді підпорядковувались населені пункти:
- с. Велика Рача
- с. Мала Рача
- с. Чудин

## Населення
Відповідно до результатів перепису населення СРСР, кількість населення ради, станом на 12 січня 1989 року, становила 2 451 особу.
Станом на 5 грудня 2001 року, відповідно до перепису населення України, кількість мешканців сільської ради становила 2 044 особи.

## Склад ради
Рада складалась з 16 депутатів та голови.

### Керівний склад сільської ради
| ПІБ                     | Основні відомості                                                         | Дата обрання | Дата звільнення |
| ----------------------- | ------------------------------------------------------------------------- | ------------ | --------------- |
| Романенко Микола Якович | Сільський голова, 1951 року народження, освіта, безпартійний              | 26.03.2006   | 31.10.2010      |
| Романенко Микола Якович | Сільський голова, 1951 року народження, освіта вища, член Партії регіонів | 31.10.2010   |                 |

Примітка: таблиця складена за даними джерела

## Історія
Створена 1923 року в с. Велика Рача Вишевицької волості Радомисльського повіту Київської губернії. 16 січня 1923 року приєднано село Чудин ліквідованої Чудинської сільської ради. Станом на 15 червня 1926 року в складі ради числяться урочище Бодзялівка, станом на 13 лютого 1928 року — хутори Білі Піски та Червоний Острів.
Станом на 1 жовтня 1941 року, хутори Білі Піски та Червоний Острів, станом на 1 вересня 1946 року — ур. Бодзялівка, не перебувають на обліку населених пунктів.
Станом на 1 вересня 1946 року сільрада входила до складу Радомишльського району Житомирської області, на обліку в раді перебували села Велика Рача та Чудин.
11 серпня 1954 року до складу ради приєднано територію та с. Кримок ліквідованої Кримоцької сільської ради Радомишльського району, 7 січня 1963 року — с. Мала Рача ліквідованої Малорачанської сільської ради Малинського району Житомирської області.
Станом на 1 січня 1972 року сільрада входила до складу Радомишльського району Житомирської області, на обліку в раді перебували села Велика Рача, Кримок, Мала Рача та Чудин.
1 червня 1985 року с. Кримок відійшло до складу відновленої Кримоцької сільської ради Радомишльського району.
Припинила існування 7 грудня 2017 року через об'єднання до складу Радомишльської міської територіальної громади Радомишльського району Житомирської області.
Входила до складу Радомишльського (7.03.1923 р., 4.01.1965 р.) та Малинського (30.12.1962 р.) районів.